# Орлица (гидроавиатранспорт)
«Орли́ца» — бывший грузо-пассажирский пароход «Императрица Александра», купленный Морским ведомством 27 января 1915 года и переоборудованный в гидроавианосец.

## История корабля

### «Вологда» и «Императрица Александра»
Грузо-пассажирский пароход «Вологда» был построен на английской верфи «Caledon shipbuilding and engineering» в 1903 году и был продан русской судоходной компании. Впоследствии судно приобрела компания «Гельмсинг и Гримм», которая переименовала его в «Императрицу Александру»
. В течение 10 лет судно совершало рейсы между Санкт-Петербургом и Лондоном. Начало Первой мировой войны «Императрица Александра» встретила в Санкт-Петербурге.

### «Орлица»
27 января 1915 года пароход был приобретён русским Морским ведомством с целью оборудования под авиаматку. Одновременно с этим он был переименован в «Орлицу» и зачислен во второй ранг судов и в разряд учебных. Переоборудование корабля осуществлялось на Путиловской верфи и было закончено в срок. Командиром стал капитан 2-го ранга Б. П. Дудоров.
Для подъема и спуска гидросамолётов были установлены электрические лебедки и стрелы Темперлея. На палубе были установлены постоянные ангары с парусиновыми обвесами вместо дверей. Над двумя отделениями, машинным и котельным, натягивалась сеть, чтобы защитить палубу корабля от вражеских авиационных бомб.
20 апреля 1915 года корабль зачислен в состав флота по завершении переоборудования. Во второй половине 1915 года «Орлицу» отправили в Рижский залив для противодействия активизировавшейся в этом районе германской авиации. Гидросамолёты «Орлицы» вели разведку, обеспечивали противовоздушную оборону кораблей на огневых позициях, корректирование артиллерийского огня, бомбардировали позиции противника. Так, 9 октября корабельная авиагруппа вела разведку и обеспечила противовоздушную оборону во время успешной высадки десанта у мыса Домеснес. Кампанию 1915 года «Орлица» закончила, уйдя на зимовку в Гельсингфорс.
В кампанию 1916 года «Орлицу» вновь включили в состав тактической группы морских сил Рижского залива. В феврале-марте и мае-июне 1916 года корабль прошёл дооборудование на верфях с учетом боевого опыта предыдущей кампании. В июне немецкие самолёты несколько раз безуспешно пытались атаковать русский гидроавиатранспорт. 2 июля 1916 года «Орлица» приняла активное участие в артиллерийских ударах по позициям противника. 17 июля 1916 года четыре гидросамолета М-9 авианосного судна «Орлица» вступили в бой с четырьмя немецкими самолетами и сбили два из их. В 1996 году приказом Главнокомандующего ВМФ РФ этот день объявлен днем морской авиации ВМФ России.
Кампанию 1917 года гидроавиатранспорт провёл в ремонте. До окончания войны «Орлица» оставалась единственным авианесущим кораблём Балтийского флота. Зиму 1917—1918 годов находился в Гельсингфорсе, выведен в Петроград в ходе Ледового похода Балтийского флота.
С мая 1918 года судно находилось в Кронштадтском порту на хранении, а 27 июля 1918 года было разоружено и переименовано в «Совет». Работал на грузо-пассажирских линиях балтийского морского пароходства. В 1930 году пароход был переведён на Дальний Восток и передан в Дальневосточное морское пароходство. Работал на линиях Владивосток — Камчатка и Владивосток — Северный Сахалин. Во время спасения экипажа парохода Челюскин в 1934 году в сложной ледовой обстановке выполнил срочный поход к берегам Чукотки, доставив необходимое для действий авиации оборудование. В ходе конфликта у озера Хасан в 1938 году осуществлял перевозки войск из Владивостока в район боевых действий. Как окончательно устаревший он был списан и разобран на металлолом в 1964 году.